# Javadoc

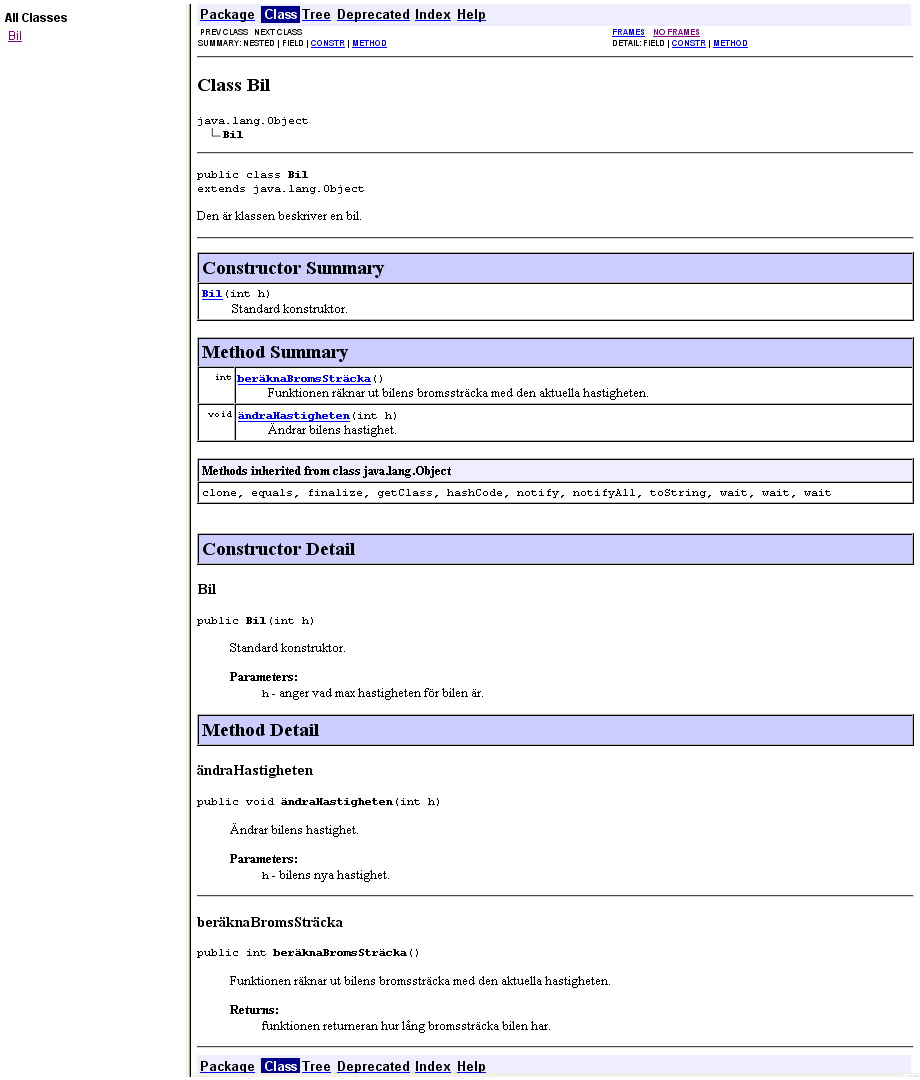
Exempel på dokumentation skapad med Javadoc

Javadoc är ett verktyg som utvecklats av Sun Microsystems för att på ett standardiserat sätt skapa dokumentation till javaprojekt. Javadoc genererar dokumentation i HTML-format utifrån kommentarer i källkoden som följer en speciell syntax. 